# Transnístria
A Transnístria, oficialmente República Moldava Pridnestróvia (RMP) e localmente chamada Pridnestróvia ou Pridnestróvie, é um estado separatista sem litoral reconhecido internacionalmente como parte da Moldávia que controla a maior parte da estreita faixa de terra entre o rio Dniester e a fronteira entre a Moldávia e a Ucrânia, bem como algumas terras do outro lado da margem do rio. A sua capital e maior cidade é Tiraspol. A Transnístria é oficialmente designada pela República da Moldávia como a Unidade Administrativo-Territorial da Margem Esquerda do Dniester. (Romeno: Unitățile Administrativ-Teritoriale din stînga Nistrului) ou como Stînga Nistrului (“Margem (esquerda) do Dniester”).
As origens da região remontam à República Socialista Soviética Autônoma da Moldávia, que foi formada em 1924 dentro da RSS da Ucrânia. Durante a Segunda Guerra Mundial, a União Soviética tomou partes da ASSR da Moldávia, que foi dissolvida, e da Bessarábia do Reino da Romênia para formar a República Socialista Soviética da Moldávia em 1940. A história atual da região data de 1990, durante a dissolução da União Soviética, quando a República Socialista Soviética Moldava Peridniestriana foi estabelecida na esperança de permanecer na União Soviética caso a Moldávia buscasse a unificação com a Romênia ou a independência, essa última ocorrendo em agosto de 1991. Pouco tempo depois, um conflito militar entre as duas partes começou em março de 1992 e terminou com um cessar-fogo em julho daquele ano.
Como parte do acordo de cessar-fogo, foram criadas uma Comissão de Controle Conjunto de três partes (Moldávia, Rússia e Transnístria) e uma força de manutenção da paz trilateral subordinada à comissão para lidar com as violações do cessar-fogo. Embora o cessar-fogo tenha sido mantido, o status político do território continua sem solução: A Transnístria é uma república semipresidencialista não reconhecida, mas de facto independente, com seu próprio governo, parlamento, forças armadas, polícia, sistema postal, moeda e registro de veículos. Suas autoridades adotaram uma constituição, uma bandeira, um hino nacional e um brasão de armas. Após um acordo de 2005 entre a Moldávia e a Ucrânia, todas as empresas da Transnístria que desejam exportar mercadorias pela fronteira ucraniana devem ser registradas junto às autoridades moldavas. Esse acordo foi implementado depois que a Missão de Assistência Fronteiriça da União Europeia na Moldávia e na Ucrânia (EUBAM) entrou em vigor em 2005. Além da cidadania transnistriana não reconhecida, a maioria dos transnistrianos tem cidadania moldava, mas muitos também têm cidadania russa, romena ou ucraniana. Os principais grupos étnicos são russos, moldavos/romenos e ucranianos. 
A Transnístria, juntamente com a Abecásia e a Ossétia do Sul, é uma zona de “conflito congelado” pós-soviética. Esses três estados parcialmente reconhecidos ou não reconhecidos mantêm relações amigáveis entre si e formam a Comunidade para a Democracia e os Direitos das Nações.
Em março de 2022, a Assembleia Parlamentar do Conselho da Europa adotou uma resolução que define o território como sob ocupação militar pela Rússia.
Em setembro de 2024, o Parlamento da República separatista aprovou lei que oficializou o uso do nome "Pridnestróvie" ou "Pridnestróvia", no lugar do antigo "Transnístria".

## Topônimos
A região é conhecida em português por vários nomes (Transdniéstria, Transnístria, Transdnístria, Trans-Dniestre), não estando ainda generalizada uma única forma gráfica. Etimologicamente, estas grafias estão ligadas ao nome coloquial em romeno (ou moldávio) Transnistria, com o significado de "para lá do rio Dniestre", que no entanto não tem uso oficial nem do lado das autoridades moldávias, nem do lado das transdniestrianas. O rio é designado por Nistru em romeno/moldávio, por Дністе́р (Dnister) em ucraniano e por Днестр (Dnestr) em russo. Em português, é normalmente dado ao rio o nome de Dniestre, sendo também possível as variantes Dniester e Danastro.
Os documentos oficiais do governo da Moldávia referem-se à região como Stînga Nistrului (na forma longa: Unitățile Administrativ-Teritoriale din Stînga Nistrului), com o significado de "Margem Esquerda do Dniestre" ("Unidade(s) administrativa(s)-territorial(ais) da Margem Esquerda do Dniestre").
No entanto, de acordo com as autoridades transdniestrianas, o nome da autoproclamada república em inglês é Pridnestrovian Moldavian Republic, que em português seria traduzível para "República Moldava Peridniestriana" (em russo: Приднестровская Молдавская Республика, transliterado: Pridnestrovskaya Moldavskaya Respublika; em moldávio cirílico: Република Молдовеняскэ Нистрянэ, transliterado: Republica Moldovenească Nistreană; em ucraniano: Придністровська Молдавська Республіка, transliterado: Prydnistrovs'ka Moldavs'ka Respublika). Os vários nomes são siglados nas três línguas ПМР, РМН e ПМР, siglas essas presentes no brasão de armas da república.
A forma curta proposta pelas autoridades da Transnístria em inglês é Pridnestrovie, transliteração oficial do russo Приднестровье, cuja transliteração internacional é, no entanto, Pridnestrovye (em moldávio cirílico: Нистрения, transliterado: Nistrenia; em ucraniano: Придністров'я, transliterado: Prydnistrovya).
A forma Pridnestrovie, que é o nome usado no dia-a-dia em russo, bem como a ucraniana Prydnistrovya, significam literalmente Peridniéstria, isto é, "perto/em torno do Dniestre". O prefixo "pri-" é equivalente ao prefixo português de origem grega "peri-", com o mesmo significado. O prefixo "trans-" significa "além/para lá", e o seu uso na maioria das línguas ocidentais (incluindo o português) reflete a posição geográfica romena e moldávia em relação ao rio Dniestre.
Por outro lado, a forma moldávia Nistrenia significa apenas Dniéstria ou "terra do Dniestre", evitando descrições quanto ao posicionamento geográfico.
Em português é costumeiro o uso das formas:
- Transnistria: forma gráfica romena/moldávia popularizada na região desde pelo 1924, e que foi divulgada internacionalmente principalmente durante a Segunda Guerra Mundial;
- Transnístria: adaptação da anterior ao português, com adição do acento;
- Transdniéstria: adaptação adicional do nome rio (Dniestre) por coerência com o nome usado em português (Dniestre), e mantendo o sufixo "-ia" ("terra do Transdniestre");
- Transdniestre: grafia simplificada com referência apenas ao rio e sem referência/sufixo relativo à terra;
- Transdnístria: forma gráfica mista que usa tanto elementos romenos/moldávios ("nístria") como russos/ucranianos ("Dnister"/"Dnestr");
- Trans-Nistria, Trans-Nístria, Trans-Dniéstria, Trans-Dniestre, Trans-Dnístria: formas desaconselhadas por o prefixo "trans-" não necessitar de hífen, nem haver uso do mesmo nas várias línguas locais;
- Pridnestróvie: grafia transliterada diretamente do russo;
- Pridnestróvia: adaptação gráfica da forma russa;
- Peridniéstria: possível adaptação etimológica da forma local em russo e ucraniano.

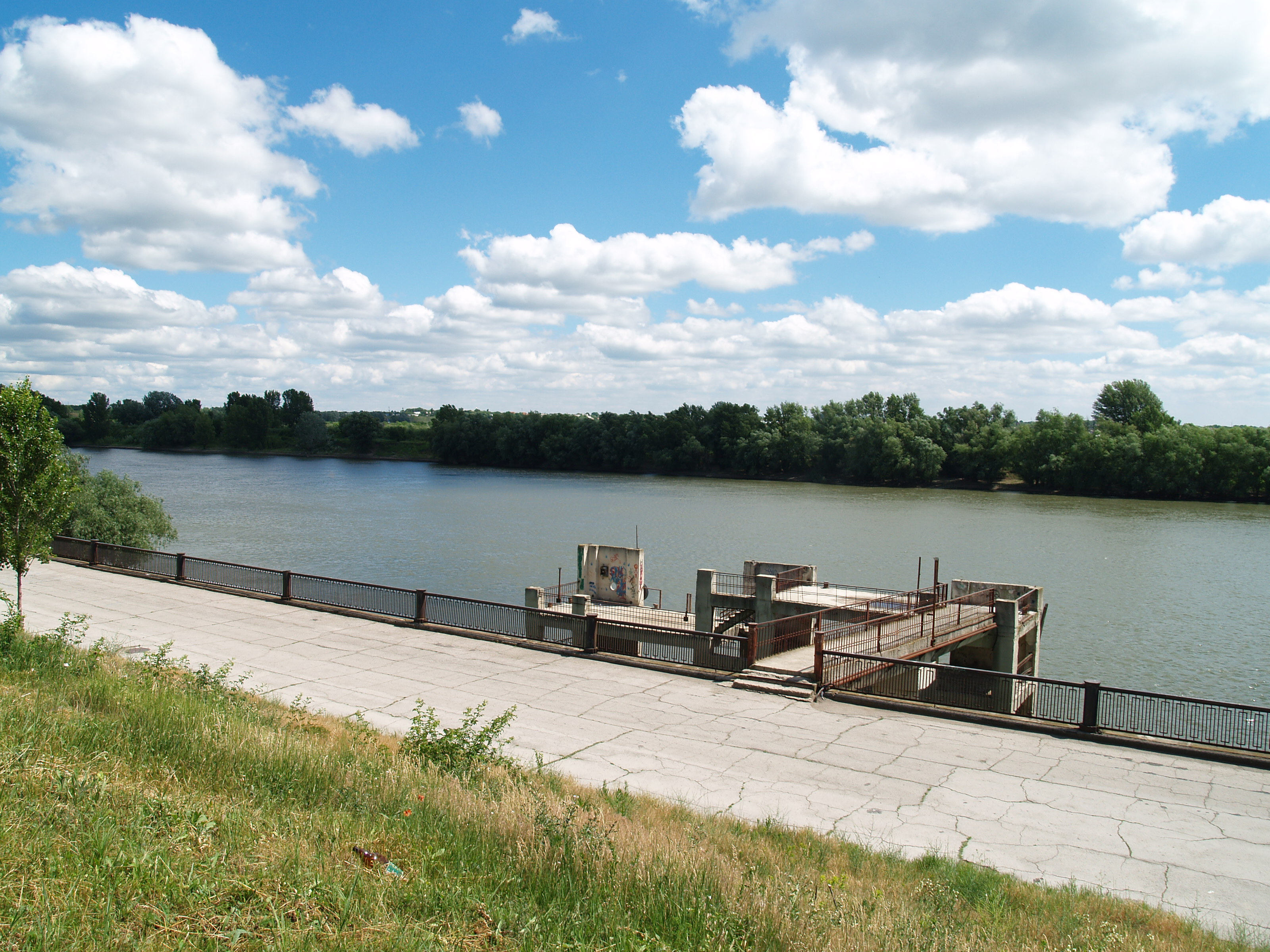
O rio Dniester em Bender. O rio dá nome ao país

## História
A partir dos séculos X e XI, a história da Transnístria esteve sempre ligada à história da Ucrânia, tendo feito parte, inclusive, de um Estado poderoso e prestigioso na Europa, a Rússia de Quieve, que estabeleceu a base das identidades nacionais das nações eslavas orientais nos séculos subsequentes. A capital do principado era Quieve, hoje capital da Ucrânia. Esta relação fez com que o alfabeto utilizado pela maioria de seus habitantes fosse o cirílico, em vez do alfabeto latino utilizado na Romênia.
Após a extinção desse principado, em consequência das invasões mongóis no século XIII, o território passou por diversas mãos, até que, no final do século XVIII, foi incorporado ao Império Russo.
Com a Revolução Russa, a Transnístria foi incorporada à então criada (março de 1919) República Socialista Soviética da Ucrânia, que foi posteriormente anexada à União das Repúblicas Socialistas Soviéticas, quando da criação desta em dezembro de 1922.
Em 23 de agosto de 1939, a Alemanha Nazista e a União Soviética assinaram o Pacto Molotov-Ribbentrop que estipulava, entre outras coisas, o interesse soviético por territórios situados na Romênia. No período, verificam-se esforços para a "russificação" da Transnístria, inclusive com o estímulo ao assentamento de imigrantes de etnia e língua russa na região.

### Administração romena e soviética
A Transnístria tornou-se uma entidade política autônoma em 1924, com a proclamação da RSSA da Moldávia, o que incluía a atual Transnístria (4 mil km²) e uma área adjacente (9 mil km²) ao redor da cidade de Balta, no entanto, ela não controlava nada da Bessarábia, que pertencia à Romênia. Uma das razões da criação da RSSA da Moldávia, foi o desejo da URSS de eventualmente incorporar a Bessarábia. A RSS da Moldávia, criada a partir duma decisão do Soviete Supremo da URSS em 02 de Agosto de 1940, era formada por parte da Bessarábia (que foi tomada da Romênia em 28 de Junho, após o Pacto Nazi-Soviético), e uma parte correspondente à atual Transnístria.
Em 1941, após as Potências do Eixo terem invadido a URSS durante a Segunda Grande Guerra, as tropas soviéticas foram derrotadas e a região ocupada. A Romênia controlou uma área que compreendia os rios Rio Dniestre e Bug, incluindo a cidade de Odessa, que foi transformada em capital regional. O território romeno, o Governo Geral da Transnístria, com uma área de 44 000 km² e uma população de 2,3 milhões de habitantes, foi dividido em 13 condados: Ananiev, Balta, Berzovca, Dubasari, Golta, Jugastru, Movilau, Oceacov, Odessa, Ovidiopol, Rîbnița, Tiraspol and Tulcin. Isso aumentou o número de falantes de moldavo-romeno em 200 000 na região. A administração romena da Transnístria tentou estabilizar a situação na área sob controle romeno, implementando um processo de romenização.
Durante a ocupação romena de 1941-44, entre 150 mil e 250 mil judeus ucranianos e romenos foram deportados para a Transnístria; a maioria foi executada ou morreu de outras causas em guetos e campos de concentração do Governo Geral. Depois que o Exército Vermelho reconquistou a área em 1944, as autoridades soviéticas executaram, exilaram ou prenderam centenas de habitantes da SSR da Moldávia nos meses seguintes, sob a acusação de colaboração com os "ocupantes germano-fascistas". Uma campanha posterior foi dirigida contra as famílias camponesas ricas, que foram deportadas para o Cazaquistão e a Sibéria. Ao longo dos dias 6 e 7 de julho de 1949, o plano denominado "Operação Sul" viu a deportação de mais de 11 342 famílias por ordem do Ministro da Segurança do Estado da Moldávia, Iosif Mordovets.

### Secessão
Na década de 1980, as políticas de perestroika e glasnost de Mikhail Gorbachev na União Soviética permitiram a liberalização política em nível regional. Isso levou à criação de vários movimentos informais em todo o país e ao aumento do nacionalismo na maioria das repúblicas soviéticas. Na República Socialista da Moldávia, em particular, houve um ressurgimento significativo do nacionalismo pró-romeno entre os moldavos étnicos. O mais proeminente desses movimentos foi a Frente Popular da Moldávia. Na primavera de 1988, a FPM exigiu que as autoridades soviéticas declarassem a língua estatal da Moldávia como a única e retornar ao uso do alfabeto latino e reconhecessem a identidade étnica compartilhada dos moldávios e romenos. As facções mais radicais da Frente Popular defendiam posições extremistas anti-minoritárias, etnocêntricas e chauvinistas, apelando para as populações minoritárias, particularmente os eslavos (principalmente russos e ucranianos) e osgagauzes, para partirem ou serem expulsos da Moldávia.
Em 31 de agosto de 1989, o Soviete Supremo da RSS da Moldávia adotou o moldavo como a única língua oficial junto com o russo, mantida apenas para fins secundários, devolveu o moldavo ao alfabeto latino e declarou uma identidade linguística romeno-moldava compartilhada. Como os planos para grandes mudanças culturais na Moldávia foram tornados públicos, as tensões aumentaram ainda mais. As minorias étnicas sentiam-se ameaçadas pela perspectiva de remover o russo como língua oficial, que servia de meio de comunicação interétnica, e pela possível futura reunificação da Moldávia e da Romênia, bem como a retórica etnocêntrica da Frente Popular. O Movimento Yedinstvo (Unidade), estabelecido pela população eslava da Moldávia, pressionou para que fosse dado status igual ao russo e ao moldavo. A composição étnica e linguística da Transnístria diferiu significativamente da maioria do resto da Moldávia. A proporção de russos e ucranianos étnicos era especialmente alta e a maioria da população, alguns deles de etnia moldávia, falavam russo como língua materna. Os moldávios étnicos representavam menos de 40% da população da Transnístria em 1989.
A Frente Popular nacionalista ganhou as primeiras eleições parlamentares livres na República Socialista da Moldávia na primavera de 1990, e sua agenda começou lentamente a ser implementada. Em 2 de setembro de 1990, a República Socialista Soviética da Moldávia Peridniestriana foi proclamada como república soviética por uma assembleia ad hoc, o Segundo Congresso dos Representantes dos Povos da Transnístria. A violência aumentou quando, em outubro de 1990, a Frente Popular pediu que voluntários formassem milícias armadas para impedir um referendo sobre autonomia em Gagáuzia, que tinha uma parcela ainda maior de minorias étnicas. Em resposta, milícias voluntárias foram formadas na Transnístria. Em abril de 1990, multidões nacionalistas atacaram membros do parlamento russo, enquanto a polícia moldava recusou-se a intervir ou restaurar a ordem.
A fim de preservar a RSS da Moldávia na URSS e evitar que a situação se agravasse, o presidente soviético Mikhail Gorbachev, citando a restrição dos direitos civis das minorias étnicas da Moldávia como causa da disputa, declarou que a proclamação da Transnístria era sem base legal e anulou-a por decreto presidencial em 22 de Dezembro de 1990. No entanto, nenhuma ação significativa foi tomada contra a Transnístria e as novas autoridades foram lentamente capazes de estabelecer o controle da região.

### A Guerra da Transnístria

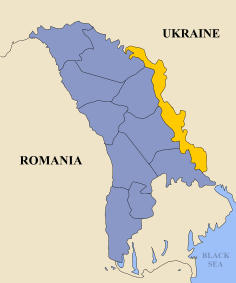
Mapa da Pridnestróvia (amarelo) em relação à Moldávia (azul)

A Guerra da Transnístria seguiu-se aos confrontos armados, numa escala limitada, que eclodiram entre os separatistas da Transnístria e a Moldávia em novembro de 1990, em Dubăsari. Voluntários, incluindo cossacos, vieram da Rússia para ajudar o lado separatista. Em meados de abril de 1992, sob os acordos sobre a divisão do equipamento militar da antiga União Soviética negociados entre as antigas 15 repúblicas nos meses anteriores, a Moldávia criou seu próprio Ministério da Defesa. De acordo com o decreto de sua criação, a maior parte do equipamento militar do 14º Exército Soviético seria mantida pela Moldávia. A partir de 2 de março de 1992, ocorreu ação militar conjunta entre a Moldávia e a Transnístria. Os combates intensificaram-se ao longo do início de 1992. O Exército de Guardas da 14ª da ex-União Soviética entrou no conflito em sua fase final, abrindo fogo contra as forças moldavas. Aproximadamente 700 pessoas foram mortas. Desde então, a Moldávia não exerceu nenhum controle ou influência efetiva sobre as autoridades da Transnístria. Um acordo de cessar-fogo, assinado em 21 de julho de 1992, mantém-se até os dias atuais.

### Novas negociações
A Organização para a Segurança e Cooperação na Europa (OSCE) está tentando facilitar uma solução negociada. Sob os auspícios da OSCE, em 8 de maio de 1997, o presidente da Moldávia, Petru Lucinschi e o presidente da Transnístria, Igor Smirnov, assinaram o "Memorando sobre os princípios de normalização das relações entre a República da Moldávia e a Transnístria", conhecido como "Memorando Primakov", estabelecendo relações legais e estatais, embora as disposições do documento fossem interpretadas de forma diferente pelos governos da Moldávia e da Transnístria.

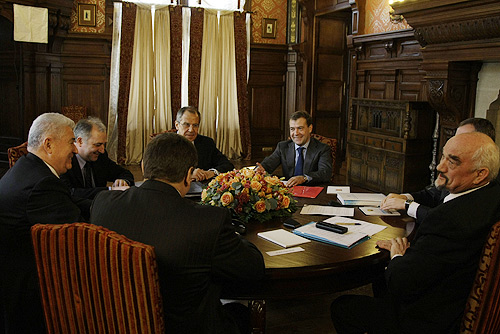
O presidente da Pridnestróvia, Igor Smirnov, em reunião com Vladimir Voronin e Dmitri Medvedev

Em novembro de 2003, Dmitry Kozak, um conselheiro do presidente russo Vladimir Putin, propôs um memorando para a criação de um estado federado assimétrico da Moldávia, com a Moldávia mantendo a maioria e a Transnístria sendo parte minoritária da federação. Conhecido como "o memorando de Kozak", não coincidia com a posição da Transnístria, que procurava o estatuto de igualdade entre ela e a Moldávia, mas conferia à Transnístria poderes de veto sobre futuras alterações constitucionais; isso encorajou a Transnístria a assiná-lo. Vladimir Voronin inicialmente apoiou o plano, mas recusou-se a assiná-lo após oposição interna e pressão internacional da OSCE e dos EUA, e depois que a Rússia endossou a exigência da Transnístria de manter presença militar russa pelos próximos 20 anos, como garantia para a Rússia.
As conversas foram iniciadas em 2006 para lidar com os problemas, mas sem resultados por muitos anos. Em fevereiro de 2011, as denominadas "conversações 5 + 2" (assim nomeadas porque foram levadas a cabo pela Transnístria, Moldávia, Ucrânia, Rússia e OSCE, mais os EUA e a UE como observadores externos) foram retomadas em Viena. Após a anexação da Crimeia pela Rússia em março de 2014, o chefe do parlamento da Transnístria pediu para se juntar à Federação Russa.

## Cronologia
- 600 a.C.: No local da atual Tiraspol, é fundado o primeiro estabelecimento, uma colônia grega chamada Tyras.
- 100 a.C.: Habitada por citas, a Pridnestróvia é formalmente parte da Sarmácia eslava. O rio Dniestre dá forma à fronteira com a Dácia, precursora da Romênia e da Moldávia de hoje.
- 850: Na Idade Média, a Pridnestróvia ou Transnístria é povoada por tribos de eslavos e por nômades calmos da Turquia. Como uma fronteira natural, o rio Dniestre marca uma separação desobstruída das terras romanas (Moldávia, ao oeste).
- 1450: A Pridnestróvia transforma-se em parte formal do Grão-Ducado da Lituânia no século primeiro. As fortes influências da Europa do Norte podem ainda ser vistas na cultura e na arquitetura da Pridnestróvia, em consequência da união polaco-lituana (República das Duas Nações) que a incluía. A fronteira com a Moldávia ficou delimitada pelo rio Dniestre.
- 1792: O império russo incorpora a área, permanecendo a fronteira com a Moldávia a partir do rio Dniestre.
- 1924: A Pridnestróvia é incorporada na República Socialista Soviética da Ucrânia.
- 1939: Assinatura do Pacto Molotov-Ribbentrop entre União Soviética e Alemanha.
- 1940: Stalin invade a Romênia e anexa partes de seu território. É criada a República Socialista Soviética da Moldávia com territórios conquistados à Romênia e à Pridnestróvia, então parte da República Socialista Soviética da Ucrânia.
- 1990: Em 2 de setembro, a Pridnestróvia proclama sua independência em relação à Moldávia. Tropas soviéticas entram na região.
- 1991: A República da Moldávia declara sua independência em relação à URSS.[40] Guerra civil na Pridnestróvia.
- 1992: Cessar-fogo.
- 2006: Referendo sobre a independência da região, que dá apoio esmagador ao corte com a Moldávia e à eventual integração na Federação Russa.

## Política

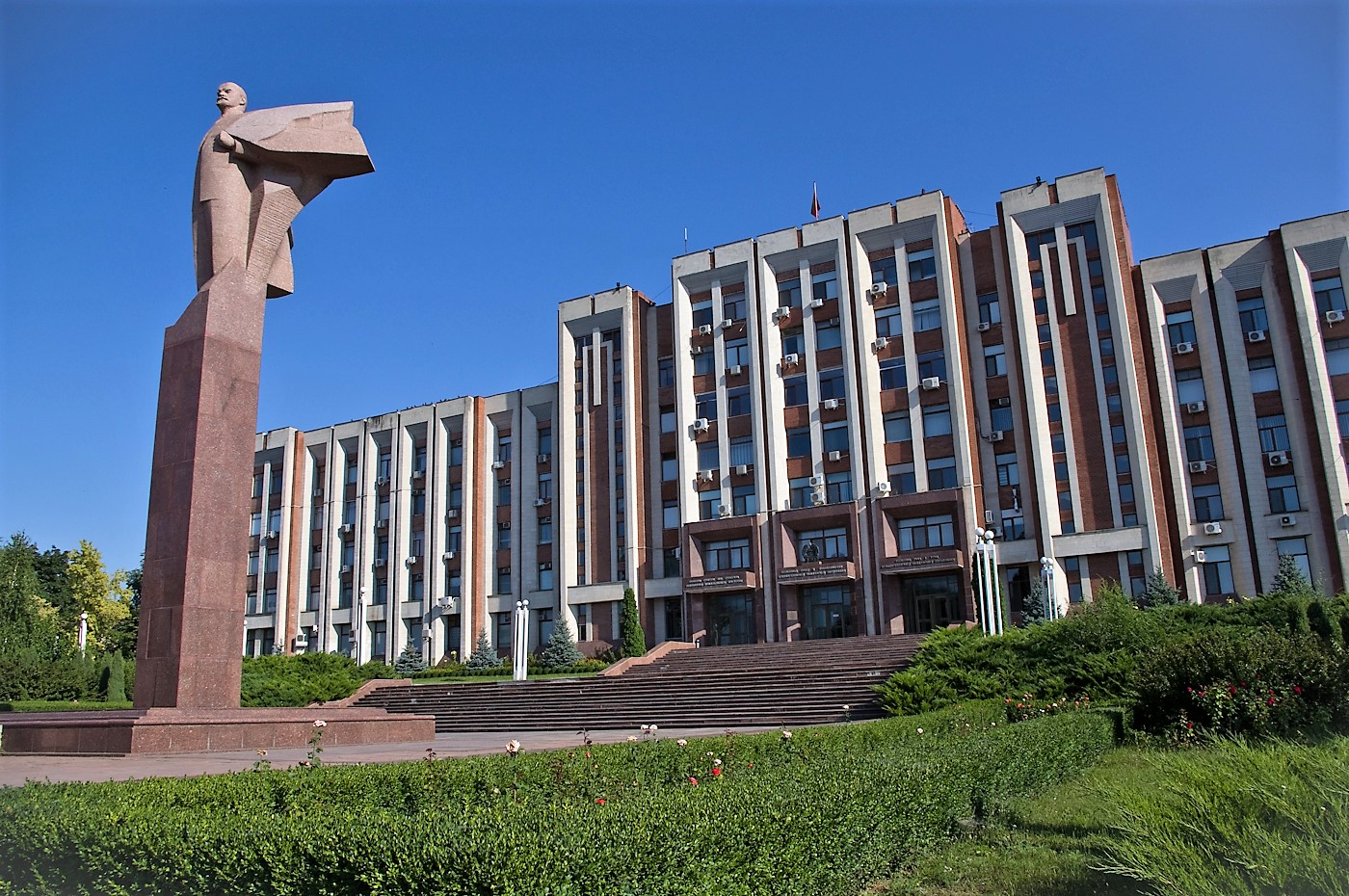
Parlamento da Transnístria em Tiraspol

A Pridnestróvia tem um sistema Pluripartidário e um parlamento unicameral, o chamado "Conselho (Soviete) Supremo". Sua legislatura é composta por 43 membros eleitos por Sistema de pluralidade dos votos. O presidente, por outro lado, é eleito para um mandato de 05 anos por voto popular. Igor Smirnov foi o presidente da Pridnestróvia por quatro mandatos consecutivos, entre 1990 e 2011. Ele se candidatou para as eleições de 2011, mas perdeu no primeiro turno.
A maioria no Parlamento da Transnístria pertence ao movimento "Renovação" que derrotou o partido "República" afiliado a Igor Smirnov em 2005 e teve um desempenho ainda melhor nas eleições de 2010 e 2015. Há desacordo sobre se as eleições na Transnístria são livres e justas. O regime político foi descrito como um dos "super-presidencialistas".
Durante a eleição presidencial de 2006, o registro do candidato da oposição, Andrey Safonov, foi adiado até poucos dias antes da votação, de modo que ele teve pouco tempo para conduzir uma campanha eleitoral. Algumas fontes consideram os resultados eleitorais suspeitos. Em 2001, em uma região, foi relatado que Igor Smirnov coletou 103,6% dos votos. O governo da Pridnestróvia disse que "o governo da Moldávia lançou uma campanha destinada a convencer os observadores internacionais a não comparecerem" a uma eleição realizada em 11 de dezembro de 2005 - mas os monitores da CEI ignoraram isso e declararam o voto democrático.

O partido de oposição Narodovlastie e o movimento Power to the People foram banidos no início de 2000, e eventualmente dissolvidos. Uma lista publicada pela União Europeia proíbe a viagem para a UE de alguns membros da liderança da Transnístria. Em 2007, o registro de um Partido Social Democrata foi permitido. Esse partido, liderado pelo ex-líder separatista e membro do governo da PMR, Andrey Safonov, supostamente favorece a união com a Moldávia. Em setembro de 2007, o líder do Partido Comunista da Transnístria, Oleg Horjan, foi condenado à pena suspensa de 1½ ano de prisão por organizar ações de protesto não autorizadas. Segundo o referendo de 2006, realizado pelo governo do PMR, 97,2% da população votou a favor da "independência da Moldávia e da livre associação com a Rússia". A UE e vários outros países recusaram-se a reconhecer os resultados do referendo.

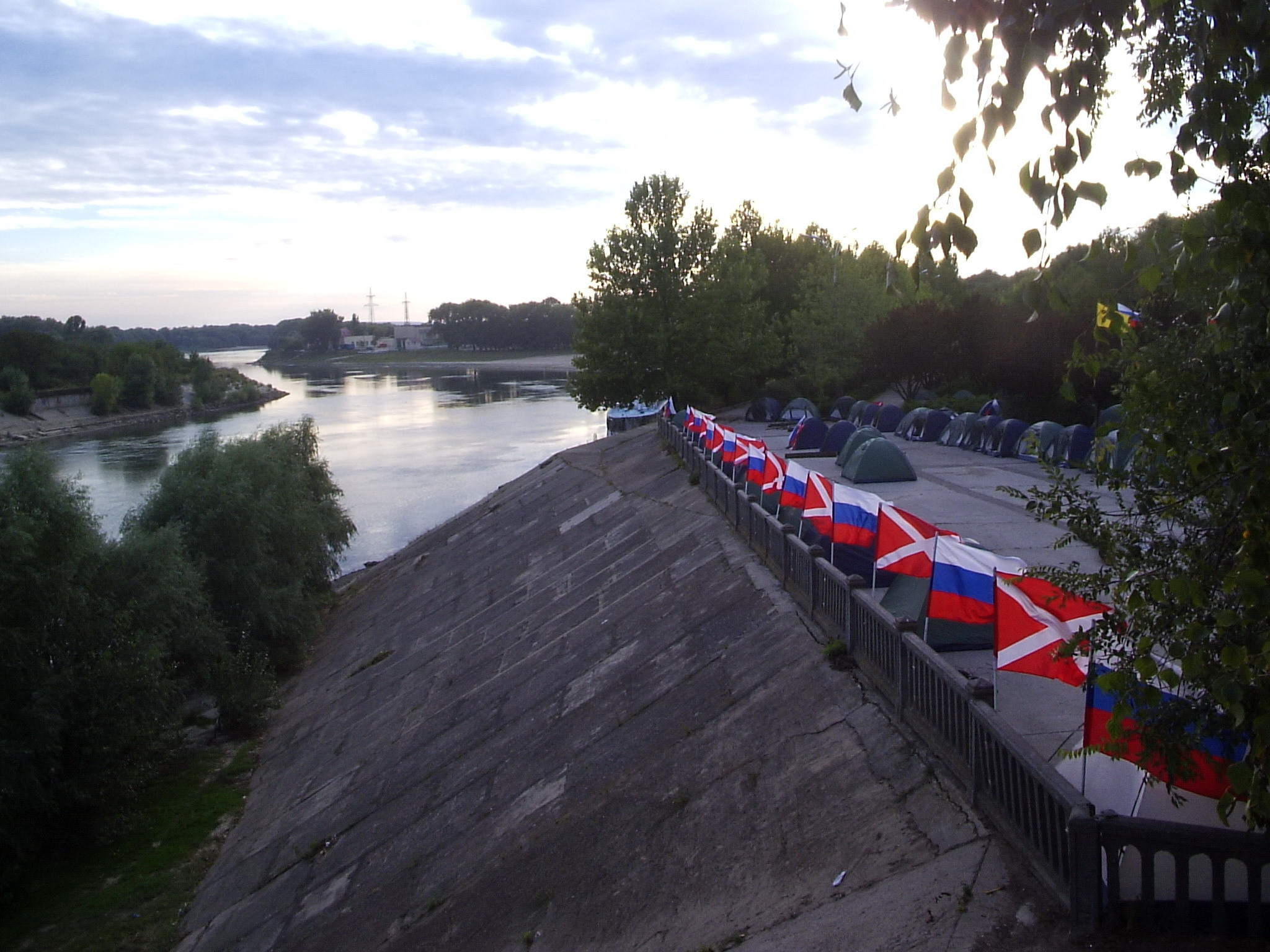
Bandeirolas definindo a fronteira da Pridnestróvia numa das margens do Rio Dniester

### Questões fronteiriças
Em 3 de Março de 2006, a Ucrânia introduziu novos regulamentos aduaneiros em sua fronteira com a Pridnestróvia. A Ucrânia declarou que iria importar mercadorias da Pridnestróvia apenas com documentos processados pelas estâncias aduaneiras moldavas, como parte da implementação do protocolo aduaneiro conjunto acordado entre a Ucrânia e a Moldávia em 30 de dezembro de 2005. A Pridnestróvia e a Rússia qualificaram o ato de "bloqueio económico".

Os Estados Unidos, a União Europeia e a OSCE aprovaram a medida ucraniana, enquanto a Rússia a via como um meio de pressão política. Em 4 de março, a Transnístria respondeu bloqueando o transporte moldavo e ucraniano nas fronteiras da Pridnestróvia. O bloqueio da Pridnestróvia foi levantado após duas semanas. No entanto, o bloqueio ucraniano-moldavo permanece em vigor e mantém o progresso nas negociações de solução de status entre os lados. Nos meses após os regulamentos, as exportações da Transnístria diminuíram drasticamente. A Transnístria declarou uma "catástrofe humanitária" na região, enquanto a Moldávia chamou a declaração de "deliberada desinformação". Cargas de ajuda humanitária foram enviadas da Rússia em resposta.

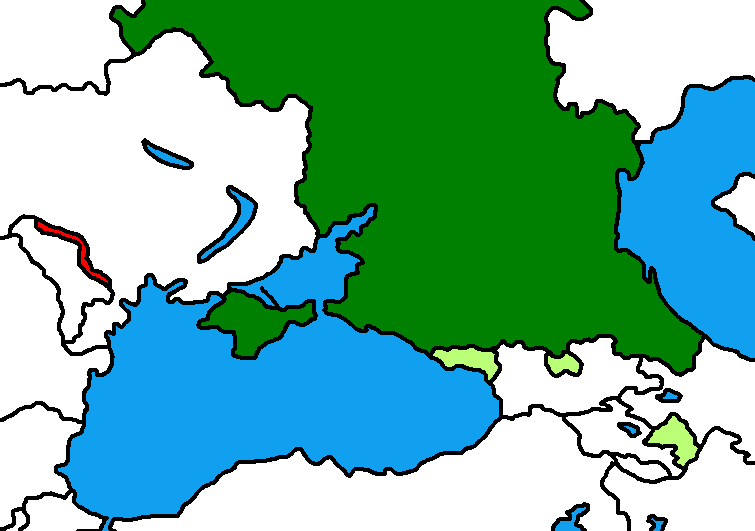
Mapa das relações exteriores da Pridnestróvia Vermelho: Pridnestróvia/Transnístria; Verde: países que nem reconhecem nem rejeitam sua independência; Verde Claro: países que reconhecem a Pridnestróvia

Existem questões de fronteira ainda não resolvidas entre a Transnístria e a Moldávia. Quinze aldeias das onze comunas do distrito de Dubăsari, incluindo Cocieri e Doroțcaia que pertencem geograficamente à Transnístria, estiveram sob o controle do governo central da Moldávia após o envolvimento de habitantes locais ao lado das forças da Moldávia durante a Guerra da Transnístria. Essas aldeias, juntamente com Varnița e Copanca, perto de Bender e Tiraspol, são reivindicadas pelo PMR. A cidade de Bender e seis aldeias na margem oeste são controladas pelo PMR, mas são consideradas pela Moldávia como um município separado (Bender e a vila de Proteagailovca) ou parte do distrito de Căușeni (cinco aldeias em três comunas).
Periodicamente, situações tensas surgiram devido a essas disputas territoriais, como em 2005, quando as forças da Transnístria entraram em Vasilievca, em 2006, em torno de Varnița, e em 2007 na área de Dubăsari-Cocieri, quando ocorreu confronto entre as forças da Moldávia e da Transnístria, porém sem vítimas.

### Presença militar da Rússia na Pridnestróvia
O acordo de cessar-fogo de 1992 entre a Moldávia e a Transnístria estabeleceu a presença russa de manutenção da paz na Transnístria e um contingente militar russo de 1200 membros está presente na Transnístria. As tropas russas estacionadas em partes da Moldávia, com exceção da Transnístria desde a época da URSS, foram totalmente retiradas da Rússia em janeiro de 1993. Em abril de 1995, o ex-14º Exército soviético de Guardas tornou-se o Grupo Operacional das Forças Russas, que em 2010 encolheram para dois batalhões e não mais que 1500 soldados. Em 21 de Outubro de 1994, a Rússia e a Moldávia assinaram um acordo que autorizava a Rússia a retirar as tropas em três anos a partir da data de entrada em vigor do acordo; isto, entretanto, não entrou em efeito pois a Duma Federal da Rússia não ratificou o acordo.
O Tratado sobre Forças Armadas Convencionais na Europa (CFE) incluiu um parágrafo sobre a remoção de tropas russas do território da Moldávia e foi introduzido no texto da Declaração da Cúpula da OSCE de Istambul (1999), pelo qual a Rússia se comprometeu a retirar suas tropas da Transnístria até ao final de 2002.

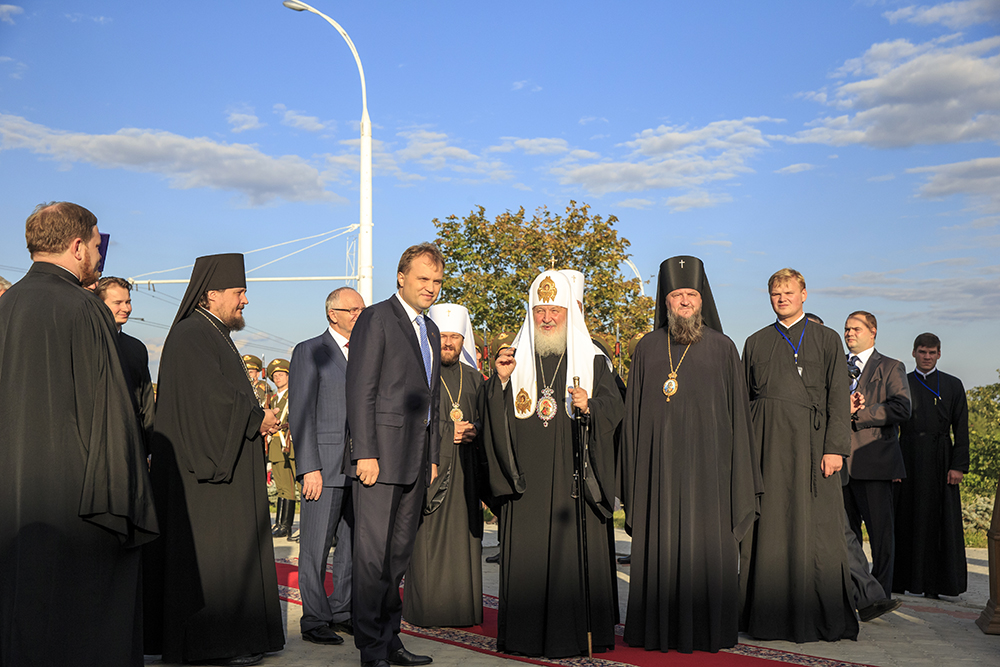
O ex-presidente Yevgeny Shevchuk, com Savas, bispo da Igreja Ortodoxa Moldava.

### Relações exteriores
A república da Transnístria é reconhecida por três estados com reconhecimento limitado: Ossétia do Sul, República Artsaque e a Abecásia. Além disso, é membro de uma organização internacional, a Comunidade para a Democracia e os Direitos Humanos, que foi estabelecida por esses quatro estados. A Rússia detém um Consulado em Tiráspol, mas não reconhece a independência da Transnístria. Em uma visita a Quieve em 2010, o presidente Dimitri Medvedev disse que apoia um "status especial" para a Transnístria.

### Forças Armadas
As Forças Armadas foram criadas em 6 de setembro de 1991 para proteger a soberania e a independência da Transnístria, em conformidade com o artigo 11 da Constituição da República. Em 6 de setembro de 1991, o Soviete Supremo da Transnístria adotou uma resolução que pedia a formação de uma unidade militar da Transnístria. Como resultado, a Guarda Republicana (em russo: Республиканская гвардия ПМР) foi formada, constituindo-se a contraparte direta da Guarda Republicana da República da Moldávia (romeno: Garda Republicană). Ambos foram os antecessores das forças armadas de seus respectivos países. Em seu primeiro grande conflito, a guarda repeliu tropas do Exército Nacional da Moldávia contra a cidade de Dubăsari em dezembro de 1991. No final de 1991, a formação organizacional das forças armadas da Transnístria estava geralmente concluída. Logo após o início da Guerra da Transnístria, em março de 1992, a Milícia do Povo foi criada, tendo sido apoiada e armada pelo 14º Exército de Guardas das Forças Armadas da Rússia. No final de 1992, todas as principais estruturas do Ministério da Defesa e do Estado-Maior foram formadas, incluindo unidades militares individuais, agências governamentais e serviços especializados. Em 14 de março de 1993, o pessoal das novas forças armadas prestou juramento militar de fidelidade ao país.

### Direitos Humanos
A situação dos direitos humanos na Transnístria tem sido criticada por vários governos e organizações internacionais. A República da Moldávia e outros estados e organizações não governamentais (ONGs) afirmam que o governo da Transnístria é autoritário e tem histórico de prisão e tortura arbitrárias.
Com o objetivo declarado de retificar seu histórico sobre os direitos humanos e alinhá-lo aos padrões europeus, a Transnístria estabeleceu um escritório de ouvidoria em 2006.
O relatório Freedom in the World de 2007, publicado pela Freedom House, com sede nos EUA, descreveu a Transnístria como um território "não livre", com um histórico igualmente ruim nos direitos políticos e nas liberdades civis.
A homossexualidade na Transnístria foi legalizada em 2002, no entanto, as pessoas LGBT's sofrem restrições que pessoas hétero não têm e o governo tem posição bem restritiva em relação a elas.

#### Escolas Moldávias
A educação pública na língua romena (oficialmente chamada língua moldava na Transnístria) é realizada usando o alfabeto cirílico da Moldávia de origem soviética. O uso do alfabeto latino foi restrito a apenas seis escolas. Quatro dessas escolas foram fechadas à força pelas autoridades, que alegaram que isso se devia à recusa das escolas em solicitar o credenciamento oficial. Essas escolas foram posteriormente registradas como escolas particulares e reabertas. Esse processo pode ter sido acelerado por pressão da União Europeia.
A missão da OSCE na Moldávia instou as autoridades locais da cidade Transnístria de Rîbnița a devolverem um edifício confiscado à escola de letras latinas da Moldávia na cidade. O prédio inacabado estava quase pronto em 2004, quando a Transnístria assumiu o controle dele durante a crise escolar daquele ano.
Em novembro de 2005, Ion Iovcev, diretor de uma escola de língua romena na Transnístria e defensor ativo dos direitos humanos, além de crítico da liderança da Transnístria, recebeu telefonemas ameaçadores, que ele atribuiu às suas críticas ao regime separatista.

## Subdivisões

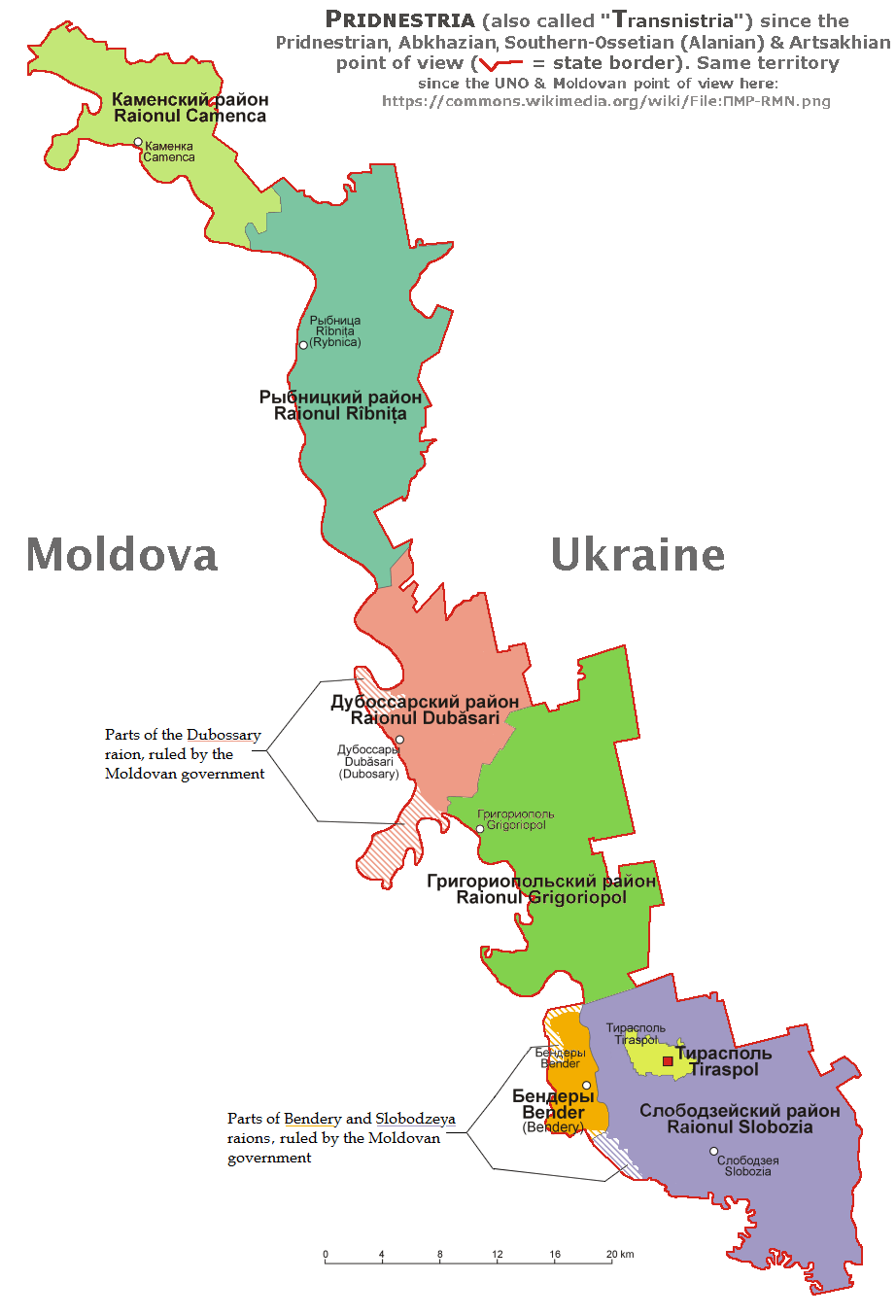
Mapa da subdivisões da Transnístria

Regiões administrativas:
(Nomes em russo entre parênteses)
- Camenca (Каменка = Kamenka)
- Dubăsari (Дубоссары = Dubossarɨ)
- Grigoriopol (Григориополь = Grigoriopol')
- Rîbniţa (Рыбница = Rɨbnitsa)
- Slobozia (Слободзея = Slobodzeya)
- Tiráspol (Тирасполь = Tiraspol')
- Tighina (Бендеры = Benderɨ)

## Geografia
A Transnístria não tem acesso ao mar, mas tem fronteiras com a Bessarábia (isto é, o resto da Moldávia) a oeste (411 km) e com a Ucrânia (405 km) a leste. É um vale estreito que corre de norte a sul ao longo da margem do rio Dniester, que forma uma fronteira natural ao longo da maior parte adjacente ao resto da Moldávia. Tiráspol, a capital e maior cidade da Transnístria, tem cerca de 160 mil habitantes.
O território controlado pela Transnístria é em grande parte — mas não totalmente — coincidente com a margem esquerda (leste) do rio Dniester. Inclui dez cidades e vilas e 69 comunas, com o total de 147 localidades (sem essa forma legal definida como tal). Seis municípios da margem esquerda (Cocieri, Molovata Noua, Corjova, Pirita, Cosnita e Dorotcaia) permaneceu sob o controle do governo da Moldávia após a Guerra da Transnístria, em 1992, como parte de Dubăsari. Eles estão localizados ao norte e ao sul da cidade de Dubăsari, que por sua vez está sob o controle da Transnístria. A cidade de Roghi de Molovata Noua também é controlada por Tiraspol. A Moldávia controla as outras nove das dez aldeias dos seis municípios.
Na cidade margem oeste do Bender e 4 comunas (contendo um total de 6 aldeias) a leste, sudeste e sul, na margem oposta do rio Dniester, na cidade de Tiráspol (Proteagailovca, Gisca, Chitcani e Cremenciug) são controlados pelas autoridades da Transnístria.

## Economia

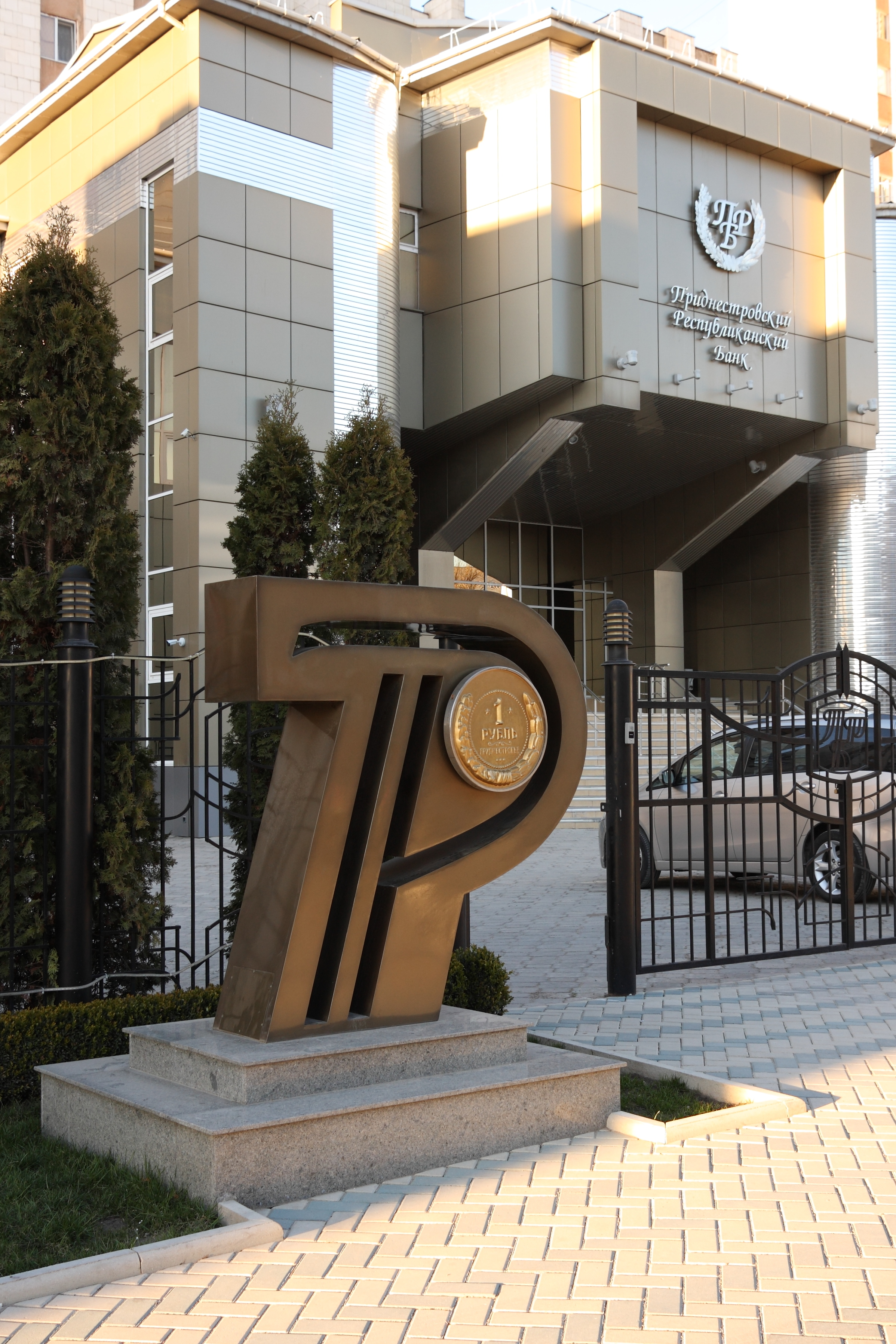
Monumento do Rublo Transnístrio, em frente ao Banco Central da Pridnestróvia

Possui bandeira e vários símbolos relacionados à União Soviética e apenas uma empresa estatal, que cuida dos supermercados, cassinos e da única operadora de celular. O país tem dificuldade para atrair investidores por não ser reconhecido por nenhum Estado associado à ONU. A Transnístria possui diversas instituições de economia mista. Após um processo de privatização em grande escala no final dos anos 90, a maioria das empresas na Transnístria é agora de propriedade privada. A economia é baseada em um mix de indústria pesada (produção de aço), produção de energia elétrica e manufatura (produção têxtil), que juntas respondem por cerca de 80% da produção industrial total.
A Transnístria tem o seu próprio banco central, o Banco Republicano da Transnístria, que emite moeda da Transnístria, o rublo da Transnístria. É convertível a uma taxa de câmbio livremente flutuante, mas apenas na Transnístria. A economia da Transnístria é frequentemente descrita como "dependente do contrabando" e arma de fogo, com alguns rotulando-o como um "estado mafioso". Essas alegações são negadas pelo Governo da Transnístria e, por vezes, subestimadas pelos funcionários da Rússia e da Ucrânia.

### História econômica
Após a Segunda Guerra Mundial, a Transnístria foi fortemente industrializada, a tal ponto que, em 1990, foi responsável por 40% do PIB da Moldávia e por 90% de sua eletricidade, embora representasse apenas 17% da população da Moldávia. Após o colapso da União Soviética, a Transnístria desejava retornar a uma "economia planejada ao estilo Brejnev". No entanto, vários anos depois, decidiu ir em direção a uma economia de mercado.
Depois que a Moldávia assinou o Acordo de Associação com a União Europeia em 2014, a Transnístria - sendo parte da Moldávia - desfrutou das exportações livres de tarifas para a UE. Como resultado, em 2015, 27% das exportações de US$ 189 milhões da Transnístria foram para a UE, enquanto as exportações para a Rússia caíram para 7,7%. Essa mudança para o mercado da UE continuou a crescer em 2016.

### Macroeconomia
De acordo com o Governo da Transnístria, o PIB de 2007 foi de 6789 milhões de rublos transnístrios (aprox. US$ 799 milhões) e o PIB per capita foi de cerca de US$ 1 500. O PIB aumentou 11,1% e a taxa de inflação foi de 19,3%, com o PIB per capita sendo agora de US$ 2 140, maior do que o PIB per capita da Moldávia que é de US$ 2 040. O orçamento do Governo da Transnístria para 2007 foi de US$ 246 milhões, com um déficit estimado em cerca de US$ 100 milhões que o governo planejava cobrir com receitas de privatizações.

### Sheriff
O Sheriff (em russo:  Шериф) é a segunda maior empresa da Transnístria, na cidade de Tiraspol. Formado no início dos anos 90 por Viktor Gushan e Ilya Kazmaly, ex-membros dos serviços especiais da KGB, a Sheriff cresceu para incluir quase todas as formas de negócios privados lucrativos e até se envolveu significativamente na política e no futebol da Transnístria. A Sheriff possui uma cadeia de postos de gasolina, uma cadeia de supermercados, um canal de TV, uma editora, uma empresa de construção, um revendedor Mercedes-Benz, uma agência de publicidade, uma fábrica de bebidas alcoólicas, duas fábricas de pão, uma rede de telefonia móvel, o clube de futebol FC Sheriff Tiraspol e seu recém-construído Sheriff Stadium a um custo estimado de US$ 200 milhões. O clube ganhou notoriedade no ano de 2021 ao se tornar a primeira equipe de futebol da Moldávia a participar da Liga dos Campeões da UEFA.
As políticas do governo da Transnístria isolaram a região do resto da Moldávia, permitindo que o Sheriff forjasse um monopólio local. Isso levou a um tempo de cooperação entre o governo de Igor Smirnov e o Sheriff. A empresa apoiou a política do governo e, em troca, o serviço alfandegário, liderado pelo filho do presidente, Vladimir, concedeu ao Sheriff uma redução nos impostos e taxas de importação. Ele também foi considerado um grande parceiro silencioso entre a liderança da empresa.
O partido "Renovação" (Obnovlenie) recebeu grande apoio do Sheriff, principalmente durante o governo de Yevgeny Shevchuk.

### Moldova Steel Works
A Moldova Steel Works (romeno: Uzina Metalurgica Moldoveneasca; russo: Молдавский металлургический завод) é uma empresa produtora de aço em Rîbniţa, na Transnístria. É responsável por mais da metade da produção industrial da Transnístria.
A Moldova Steel Works foi fundada em 1985 para reprocessamento de sucata. Em 1998, a maioria de suas ações foi vendida para a empresa russa de energia Itera e 28,8% das ações foram entregues aos funcionários da empresa. A produção atingiu o pico em 2000. Em 2004, a aquisição de 90% das ações foi adquirida pelo Hares Group de Hares Youssef. A Moldova Steel Works passou a pertencer a um grupo de oligarcas russos, incluindo, além de Hares Youssef, Hryhoriy Surkis, Ihor Kolomoyskyi, Alisher Usmanov, Vadym Novynskyi e Rinat Akhmetov.

### Setores econômicos
A indústria líder é o aço, devido à Moldova Steel Works (parte da holding russa Metalloinvest) em Rîbnița, responsável por cerca de 60% da receita orçamentária da Transnístria. A maior empresa da indústria têxtil é a Tirotex, que afirma ser a segunda maior empresa têxtil da Europa. O setor de energia é dominado por empresas russas. A maior empresa de energia Moldavskaya GRES (usina de Kuchurgan) fica em Dnestrovsc e pertence à Inter RAO UES, e a empresa de transmissão e distribuição de gás Tiraspoltransgas provavelmente é controlada pela Gazprom (embora a Gazprom não tenha confirmado oficialmente a propriedade). O setor bancário da Transnístria consiste em 8 bancos comerciais, incluindo o Gazprombank. O mais antigo produtor de álcool KVINT, localizado em Tiraspol, produz e exporta conhaque, vinhos e vodka.

## Lei e ordem

### Constituição
A atual Constituição da Transnístria foi aprovada por referendo nacional em 24 de Dezembro de 1995 e assinada pelo presidente da Transnístria em 17 de Janeiro de 1996. Como parte do movimento do território para reformas baseadas no mercado, foi modificado em 30 de Junho de 2000.
A constituição prevê uma separação de poderes entre poderes judiciário, legislativo e executivo. Ele nomeia russo, ucraniano e moldávio como as três línguas oficiais da república, concede liberdade religiosa e concede a todos os cidadãos a liberdade de expressão e o direito à propriedade. Estabelece ainda a Transnístria como um país soberano independente, com uma democracia multipartidária e uma economia de mercado.
Em 2009, o presidente Igor Smirnov nomeou uma comissão constitucional, que propôs algumas mudanças constitucionais controversas. O objectivo declarado da nova constituição é harmonizar a legislação pridnestróvia com a do seu principal Estado garante, a Rússia. Entre as mudanças propostas está a introdução de uma legislatura bicameral (da qual a câmara baixa deve ser eleita e a câmara alta a ser nomeada) e a abolição das eleições para as administrações rurais. Um esboço oficial foi publicado em 11 de setembro de 2009. Smirnov enviou o rascunho ao parlamento em 23 de outubro.  Um referendo foi planejado para 24 de janeiro de 2010, mas a proposta falhou no parlamento em 18 de novembro. O projeto deverá agora ser alterado uma vez mais. Em junho de 2011, o parlamento adotou, e em julho, o presidente assinou novas emendas, abolindo o cargo de vice-presidente do PMR, introduzindo o cargo de primeiro-ministro.

### Aplicação da Lei
A aplicação da lei na Transnístria é administrada pela própria força policial da região (PMR militsiya). Devido ao status disputado da Transnístria, está sujeito às agências de segurança e às preocupações de outras nações. fronteira de facto entre a Transnístria e a Moldávia. O Ministério de Assuntos Internos (MVD) do PMR é o principal órgão governamental da aplicação da lei. Forças de segurança paramilitares, como as tropas internas, reforçam a Militsiya e atuam como polícias durante conflitos internos. Um grupo operacional de forças russas de 2,5 mil soldados (14º Exército) e mais de 20 mil toneladas de armas e munições de propriedade russa estão presentes na Transnístria. A Moldávia e a Organização para Segurança e Cooperação na Europa (OSCE) exigem sua retirada. De acordo com um veredicto do Tribunal Europeu de Direitos Humanos, a presença dessas tropas é ilegal (quebra do acordo de 21 de julho de 1992), e a Transnístria está "sob a autoridade efetiva ou pelo menos influência decisiva da Rússia".

### Incidentes antissemitas
Desde há alguns anos que tem havido vários incidentes antissemitas na Transnístria:
- Em 14-15 de abril de 2001, a sinagoga de Tiraspol sofreu um ataque à bomba, danificando a estrutura e causando 0 mortes.[78]
- Entre 13-30 de março de 2004, 70 tumbas de um cemitério judeu em Tiraspol foram vandalizadas. Os moradores alegaram que as autoridades não quiseram ajudar na limpeza.
- Em maio de 2004, houve uma tentativa de uma organização neo-nazi russa de incendiar uma sinagoga em Tiraspol, usando um coquetel-molotov e um líquido inflamável perto de um cano de gás. O ataque falhou quando os transeuntes extinguiram o fogo.

### Terrorismo
- Em julho de 2006, uma bomba matou 08 pessoas num micro-ônibus de Tiraspol
- Em agosto de 2006, uma granada matou duas pessoas e feriu outras duas num tróleibus de Tiraspol.

Alguns países, d'entre os quais os Estados Unidos, o Reino Unido, a Austrália e a Espanha alertam seus cidadãos quanto a viagens à ambas Moldávia e Transnístria.

### Espionagem
Em Abril de 2010, Ernest Vardanean foi preso por acusações de espionagem em favor à Moldávia. Em Maio de 2011, Igor Smirnov decretou que Ernest poderia sair da prisão.

## Demografia

### Censo de 1989
No censo de 1989, a população era de 679 mil habitantes (incluindo todas as localidades na zona de segurança, mesmo aquelas sob controle da Moldávia). A composição étnica da região tem sido instável na história recente, com a mudança mais notável sendo a participação decrescente nos segmentos da população moldava e judaica e o aumento da Rússia. Por exemplo, a porcentagem de russos cresceu de 13,7% em 1926 para 25,5% em 1989 e ainda para 30,4% em 2004, enquanto a população da Moldávia diminuiu de 44,1% em 1926 para 39,9% em 1989 e 31,9% em 2004. Somente a proporção dos ucranianos permaneceu razoavelmente estável - 27,2% em 1926, 28,3% em 1989 e 28,8 em 2004.

### Censo de 2004
Em 2004, as autoridades da Transnístria organizaram um censo separado do censo da Moldávia de 2004. De acordo com o censo de 2004, nas áreas controladas pelo governo PMR, havia 555 347 pessoas, incluindo 177 785 moldavos (32,10%) 168 678 russos (30,35%) 160 069 ucranianos (28,81%) 13 858 búlgaros (2,50%) 4 096 gagaúzes (0,74%) , 1 791 poloneses (0,32%), 1 259 judeus (0,23%), 507 ciganos (0,09%) e 27 454 outros (4,94%).
Desses, 439 243 moravam na própria Transnístria e 116 104 moravam em localidades controladas pelo governo da PMR, mas pertencendo formalmente a outros distritos da Moldávia: a cidade de Bender (Tighina), as comunas de Proteagailovca, Gîsca, Chițcani, Cremenciug e aldeia de Roghi da comuna Molovata Nouă.

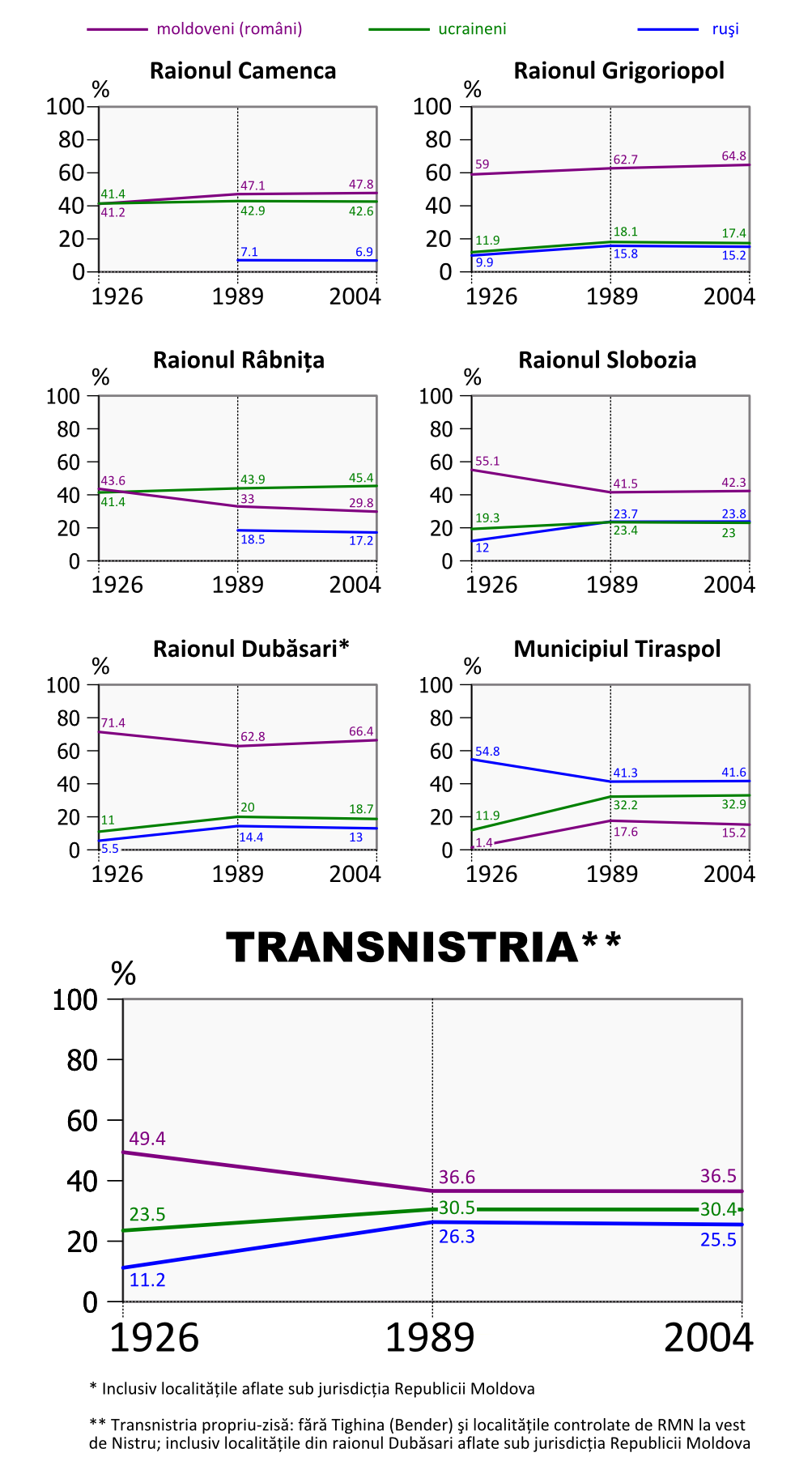
Evolução Demográfica da Pridnestróvia

Os moldavos eram o maior grupo étnico, representando a maioria geral nos dois distritos da Transnístria central (Distrito de Dubăsari, 50,15%, e Distrito de Grigoriopol, 64,83%), a maioria relativa de 47,82% no distrito de Camenca, ao norte, e a maioria relativa de 41,52% no sul (distrito de Slobozia). No distrito de Rîbnița, eles eram uma minoria de 29,90% e, na cidade de Tiraspol, constituíam uma minoria de 15,24% da população.
De acordo com o censo, os russos eram o segundo maior grupo étnico, representando uma maioria relativa de 41,64% na cidade de Tiraspol, uma minoria de 24,07% em Slobozia, uma minoria de 19,03% em Dubăsari, uma minoria de 17,22% em Râbnița e uma minoria de 15,28% em Grigoriopol, e uma minoria de 6,89% em Camenca.
Os ucranianos eram o terceiro maior grupo étnico, representando uma maioria relativa de 45,41% no distrito de Rîbnița, no norte, uma minoria de 42,55% em Camenca, uma minoria de 32,97% em Tiraspol, uma minoria de 28,29% em Dubăsari, uma minoria de 23,42% em Slobozia e uma Minoria de 17,36% em Grigoriopol. Um número substancial de poloneses agrupados no norte da Transnístria foi ucraniano durante o domínio soviético.
Os búlgaros eram o quarto maior grupo étnico da Transnístria, embora muito menos numerosos do que as três etnias maiores. A maioria dos búlgaros na Transnístria são búlgaros da Bessarábia, descendentes de expatriados que se estabeleceram na Bessarábia nos séculos 18 a 19. O principal centro búlgaro da Transnístria é a grande vila de Parcani (situada entre as cidades de Tiraspol e Bender), que possuía uma maioria búlgara absoluta e uma população total de cerca de 10 mil.
Em Bender (Tighina) e nas outras localidades fora da Transnístria sob controle de PMR, os russos étnicos representavam uma maioria relativa de 43,43%, seguidos pelos moldavos em 26,15%, ucranianos em 17,08%, búlgaros em 2,89%, gagaúzes em 1,03%, judeus em 0,34%, poloneses em 0,17%, ciganos em 0,13% e outros em 7,78%.

### Censo de 2015
Em outubro de 2015, as autoridades da Transnístria organizaram um censo separado do censo da Moldávia de 2014. Segundo o censo de 2015, a população da região era de 475 665, uma queda de 14,3% em relação ao registrado no censo de 2004. A taxa de urbanização foi de 69,9%.
Os maiores grupos étnicos em 2015 foram 161 300 russos (34%), 156 600 moldavos (33%) e 126 700 ucranianos (26,7%). Os búlgaros compreendem 13 300 (2,8%), gagaúzes 5 700 (1,2%) e os bielorrussos 2 800 (0,6%). Os alemães representavam 1 400 (0,3%) e os poloneses, 1 000 (0,2%). Outros foram responsáveis por 5 700 pessoas (1,2%).

### Cidadania
Em 2009, a população da Transnístria compreendia cerca de 555 000 pessoas. 90% da população da Transnístria são cidadãos da Transnístria. Transnístrios têm cidadania dupla ou tripla, incluindo:
- Cidadãos da Moldávia - Cerca de 300 000 pessoas (incluindo cidadãos da Moldávia e da Rússia [cerca de 20 000] ou da Moldávia e dos estados da UE [cerca de 80%] da Romênia, Bulgária ou República Checa).[88][89]
- Cidadãos da Rússia - Cerca de 150 000 pessoas (incluindo cerca de 15 000 cidadãos duplos da Bielorrússia, Israel e Turquia); excluindo os que possuem dupla cidadania da Rússia e da Moldávia (cerca de 20 000).
- Cidadãos da Ucrânia - cerca de 100 000 pessoas.[89] Existem cerca de 20 000 a 30 000 pessoas com dupla cidadania (Moldávia e Ucrânia ou Rússia e Ucrânia) ou tripla cidadania (Moldávia, Rússia e Ucrânia). Eles estão incluídos no número de cidadãos ucranianos.[90]
- Pessoas sem cidadania - Cerca de 20 000 a 30 000 pessoas.

## Mídia

### Mídia impressa
A Transnístria possui 14 jornais, incluindo vários jornais diários. Algumas mídias de impressão não são de grande circulação e só aparecem semanalmente ou mensalmente. O jornal mais antigo é o "Dnestrovskaya Pravda", fundado em 1941 em Tiraspol. A Organização para a Cooperação e o Desenvolvimento Econômico afirma que o clima da mídia na Transnístria é restritivo e que as autoridades de ambos os bancos do Dniester se empenham em silenciar suas respectivas oposições.
Em 2005, de acordo com o Departamento de Estado dos EUA, as autoridades perseguiram jornais independentes quando criticaram o governo da Transnístria. A maioria dos jornais moldavos não circulou amplamente na Transnístria, embora estivessem disponíveis em Tiraspol.
No entanto, existem vários jornais da oposição na Transnístria. Eles incluem "Dobry Den" baseado em Rybnitsa, "Chelovek i ego prava" ("Homem e Seus Direitos"), "Novaya Gazeta" de Bender, "Russian Proriv!", "Profsoyuznye Vesti" e "Glas Naroda". O "Tiraspol Times" era um site em inglês. O artigo dele sempre foi apresentado no site oficial Pridnestrovie.net. Os jornais publicados pelo governo ou a favor do governo incluem "Trudovoi Tiraspol", "Pridnestrovye", "Novy Dnestrovskiy Kuryer", "Gomin" (em ucraniano), "Adevărul Nistrean" (em moldavo, mas escrito no alfabeto cirílico).

### Transmissões de rádio
Uma estação de rádio estatal, "Rádio PMR", transmite tanto via FM quanto em ondas curtas de frequência 7 290 kHz, 41 metros de banda. Quatro estações de rádio comerciais de propriedade privada transmitidas em FM da Transnístria. São eles: "Inter FM", "Dynamite FM", "EnergyRadio.FM", "Frequence3". Os donos do jornal de oposição "Novaia Gazeta" pretendem estabelecer uma estação de rádio independente.

### Televisão
Existem quatro canais de televisão na Transnístria. Dois deles são locais (para Tiraspol e Bender), enquanto os outros dois cobrem toda a Transnístria.
A televisão na Transnístria foi durante muito tempo dominada pela empresa de serviço público "TV-PMR" (Televisão de Pridnestrovskaia Moldavskaia Respublica, agora denominada First Republic Channel). Em 1998, foi lançado o primeiro canal comercial da Transnístria, o "TSV" (Television of Free Choice).

### Internet
A mídia da Internet é de propriedade do Estado e privada. Em russo, os sites incluem Dniester.Ru  Arquivado em 18 de agosto de  2013, no Wayback Machine. (agência de notícias), Olvia Press  (agência oficial de notícias estatais), Tiraspol Info  (agregador de notícias), Pridnestrovie.info . Muitas organizações políticas e departamentos governamentais também têm seus próprios serviços de notícias e páginas de notícias on-line, não listadas aqui. Dniester.ru está bloqueado pelas autoridades pridnestróvias desde 8 de Novembro de 2012, de acordo com o site. Em agosto de 2014, Yevgeny Shevchuk emitiu um decreto sobre o combate ao extremismo que autorizava a KGB da Transnístria a solicitar ao Ministério Público que bloqueasse o conteúdo da Internet. As autoridades tomariam essa determinação após uma revisão por um painel nomeado pelo KGB.

## Cultura

### Religião

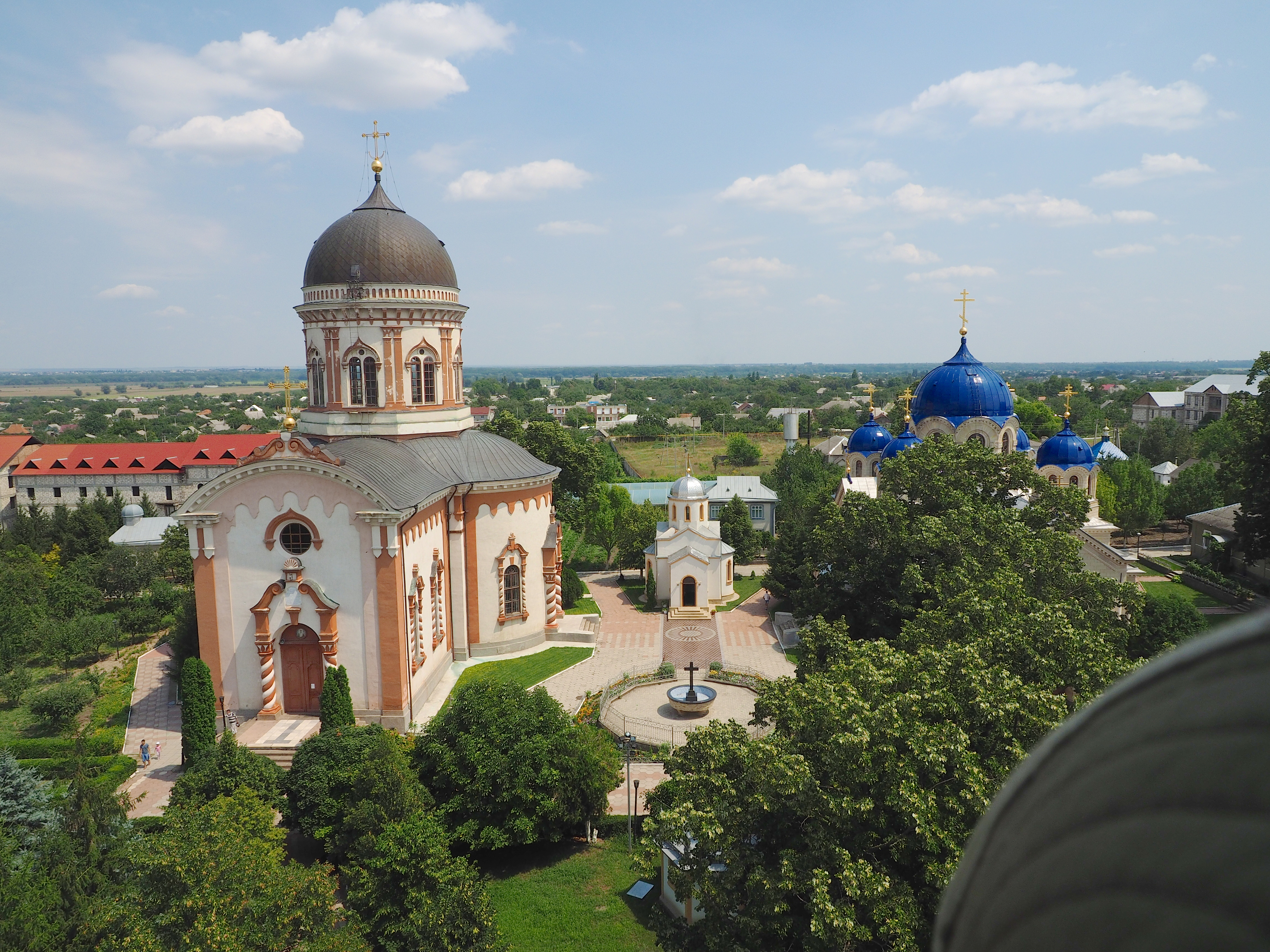
Monastério Noul Neamț, monastério Ortodoxo, situado entre Bender e Tiraspol

Estatísticas oficiais do governo pridnestróvio mostram que 91% da população são adeptas ao Cristianismo Ortodoxo, e outros 4% são Católicos. Os católicos são encontrados, em sua maioria, no norte do país, onde uma considerável maioria polaca vive.
O governo da Transnístria apoiou a restauração e construção de novas igrejas ortodoxas. Afirma que a república tem liberdade de religião e afirma que 114 crenças religiosas e congregações são oficialmente registradas. No entanto, recentemente, em 2005, os obstáculos de registro foram recebidos por alguns grupos religiosos, notadamente as Testemunhas de Jeová. Em 2007, a Christian Broadcasting Network, com sede nos EUA, denunciou a perseguição de Protestantes na Transnístria.

### Símbolos
Todos os símbolos da Transnístria remontam à era Soviética. O hino tem a mesma melodia de Da Zdravstvuiet Nasha Derzhava (Viva a nossa Potência), com letra alterada, e nas três línguas oficiais da Transnístria (russo, romeno-moldávio e ucraniano). A bandeira e o brasão de armas são os mesmos da RSS da Moldávia.
Em 2017, a bandeira da Rússia, em uma proporção de 1:2 em vez de 2:3, foi adotada como bandeira cooficial da Transnístria.

### Feriados
Os feriados na Transnístria enumeram os feriados oficiais reconhecidos pelo governo da Transnístria. Em tais dias, escritórios do governo, escritórios de missões estrangeiras (como a Organização para a Segurança e Cooperação na Europa) e algumas lojas, estão fechadas. Se a data da observância cair em um sábado ou domingo, a segunda-feira seguinte será um dia de folga no lugar do feriado.
| Data                          | Nome em Português              | Nome nativo (em russo)                                 | Observações                                      |
| ----------------------------- | ------------------------------ | ------------------------------------------------------ | ------------------------------------------------ |
| 1º de Janeiro                 | Ano novo                       | Новый Год                                              |                                                  |
| 2 de Janeiro                  | Ano novo                       | Новый Год                                              | Extensão (adotada em 2006)                       |
| 7 de Janeiro                  | Natal (ortodoxo)               | Рождество                                              |                                                  |
| 23 de Fevereiro               | Dia dos Defensores da Pátria   | День защитника отечества                               |                                                  |
| 8 de Março                    | Dia Internacional das Mulheres | Восьмое марта                                          |                                                  |
| 1º de Maio                    | Dia dos Trabalhadores          | День международной солидарности трудящихся             |                                                  |
| 2 de Maio                     | Dia dos Trabalhadores          | День международной солидарности трудящихся             | Extensão (e também feriado)                      |
| 9 de Maio                     | Dia da Vitória                 | День Победы                                            | Comemora a vitória sobre a Alemanha-Nazi em 1945 |
| 2 de Setembro                 | Dia da Independência           | День Республики                                        | Comemora a Independência da Pridnestróvia        |
| 7 de Novembro                 | Dia do Outubro Vermelho        | День Октябрьской революции                             | Comemora a Revolução de Outubro                  |
| 24 de Dezembro                | Dia da Constituição            | День Конституции Приднестровской Молдавской Республики | Adotado em 1996                                  |
| 25 de Dezembro                | Natal (católico)               | Рождество                                              |                                                  |
| Sem data fixa                 | Páscoa (ortodoxa)              |                                                        |                                                  |
| 9 dias após a Páscoa ortodoxa | Dia da Comemoração             |                                                        |                                                  |